# Comas (distrito)
O distrito de Comas é o quarto distrito mais populoso do Peru e um dos 43 que compõem a Província de Lima, pertencente a Região Lima, na zona central do Peru.
Está localizado no norte da região metropolitana de Lima, cerca de 15 quilômetros do centro de Lima. Sua altitude varia de 150-811 metros por isso fica a uma altitude superior a outros distritos de Lima. Limita ao norte com o Distrito de Carabayllo, ao este com o Distrito
de San Juan de Lurigancho, ao sul com o Distrito de Independência e ao oeste com o Distrito de Los Olivos e o Distrito de Puente Piedra, fazendo parte da cidade de Lima.
História
Antiga
No vale de Carabayllo havia
uma grande mansão chamado Culli, Colli ou Collec, chamada em espanhol de Collique.
De acordo com Fray Domingo de Santo Tomas, o termo colliruna significa diligente,
e para Diego Gonzales Holguin,  Kulliruna
é de "muito entusiasmo e esforço para trabalhar de forma diligente e
incansável".
Criação
do distrito de Comas
Comas foi uma das primeiras invasões organizadas que começaram a povoar os arredores de Lima. Os primeiros povos jovens do distrito foram La Libertad, Senhor dos Milagres e El Carmen. Em 12 de dezembro de 1961 sob a Lei Nº 13757 se cria o distrito de Comas com sua capital no bairro La Libertad.
Em 1989, ao separar-se o distrito de Los Olivos de San Martin de Porres, diversos bairros declinaram da ideia de pertencer ao distrito, por isso uma área no distrito de Comas é reivindicada por San Martin de Porres apesar de estar longe de sua jurisdição.
Eventos
Culturais
Comas é caracterizada pela
realização de várias atividades artísticas e culturais que valorizem: Festival
Internacional de Dança "Em Movimento", FITECA - Festival
Internacional de Teatro em ruas abertas. P.J. A liberdade; FICCA – International
Festival Cultural del Carmen e FIETPO - Viajando Festival e Encontro de Teatro
Popular em julho, O FIAE Internacional Performing Arts Festival em setembro, 1 Festimuñecomas
em outubro e Total de Comas Festival de Arte para o mundo em outubro.
Por ocasião da celebração da independência do Peru, no distrito de Comas um desfile de escola que acolhe todas as instituições de ensino no município é organizado todos os anos.
Comas também é conhecida
como a capital cultural de Lima Norte.
Política
Organização
Política
Comas funciona na arena política municipal através de um sistema de representação política, que se
realiza através da eleição de um prefeito e vereadores, cujo mandato é de quatro anos.
À semelhança de outros distritos de Lima, a população comenha tem pouco envolvimento nos assuntos do
município, isto devido à falta de mecanismos de democracia direta. Também digno de nota é que mais de meio milhão de habitantes em uma melhor organização Comas difíceis, principalmente porque tudo está centralizado no município da região metropolitana de Lima e do Governo Central e, secundariamente, no município de Comas.
Autoridade
Municipal
O atual prefeito de Comas é Raúl Díaz Pérez (período de mandato 2019-2022).
Sede da Prefeitura
A sede do Município de Comas
está localizado na Av. Espanha (Plaza de Armas S/N Km 11).
Demografia
Atualmente, a população
aumentou tornando-se por volta dos 522,760 habitantes por INEI (Ano 2014).
Festas
Março-Abril: Páscoa.
Outubro: Senhor dos Milagres 
de Comas Km 13 maior parte do distrito.
Dezembro: Aniversário do distrito.

## Transporte
O distrito de Comas é servido pela seguinte rodovia:
- PE-1N, que liga o distrito de Aguas Verdes (Região de Tumbes) - Ponte Huaquillas/Aguas Verdes (Fronteira Equador-Peru) - e a rodovia equatoriana E50 - à cidade de Lima (Província de Lima)
- PE-20A, que liga o distrito de Tinyahuarco (Região de Pasco) à cidade de San Martín de Porres (Província de Lima)[1][2][3]